# الأكاديمية العربية في الدنمارك
الأكاديمية العربية المفتوحة في الدنمارك هي أكاديمية عراقية تقع في العاصمة الدنماركية كوبنهاغن، وتعتبر هيئة علمية تختص بكل ما يتعلق بالتعليم العالي وتخريج الكـفاءات العلمية المتخصصة والملتزمة بواجبها الأكاديمي العلمي والإنساني.

## الكليات
- كلية الإدارة والاقتصاد، وتشمل:

1. 1. إدارة المشاريع
  2. إدارة البيئة
  3. الإدارة الصناعية
  4. المحاسبة
  5. الاقتصاد والإدارة المالية والمصرفية
  6. إدارة الأعمال

- كلية القانون والسياسة، وتشمل:

1. 1. القانون
  2. العلوم السياسية

- كلية الأدب والتربية، وتشمل:

1. 1. اللغة العربية وآدابها
  2. اللغة الإنكليزية
  3. الإعلام والاتصال
  4. العلوم النفسية والتربوية والاجتماعية
  5. الفنون والدراسات النقدية
  6. المواد العامة

- كلية العلوم الطبية المساعدة، وتشمل:

1. 1. الصحة العامة
  2. التغذية العلاجية

- كلية الدراسات العليا والبحث العلمي.

## المجلة العلمية
تصدر الأكاديمية مجلة علمية مسجلة لدى الجمعية العلمية الملكية الدنماركية وجامعة كوبنهاغن، إضافة إلى أنها تصدر جميع الرسائل والأطروحات لطلبة الدراسات العليا على شكل كتب وعلى حسابها الخاص، وبتكلفة قاربت ربع مليون دولار، حسب ما صرح به رئيس الأكاديمية وليد الحيالي.

## وصلات خارجية
- الموقع الرسمي للأكاديمية (بالعربية)
- الموقع الرسمي للأكاديمية (بالدنماركية)
- الموقع الرسمي للأكاديمية (بالإنجليزية)